# Kallisto (księżyc)
Kallisto (Jowisz IV) – drugi co do wielkości księżyc Jowisza, trzeci w Układzie Słonecznym, najbardziej oddalony z księżyców galileuszowych.
Kallisto jest o 1% mniejsza od Merkurego, lecz około trzykrotnie od niego lżejsza. Promień orbity wynosi około 1 882 700 km. W przeciwieństwie do trzech pozostałych, nie jest częścią rezonansu orbitalnego i nie jest w tak znacznym stopniu poddany sile pływowej. Kallisto obraca się synchronicznie i zawsze jest zwrócona do Jowisza tą samą stroną. W przeciwieństwie do wewnętrznych satelitów, jest mniej narażona na działanie magnetosfery gazowego giganta.
Kallisto jest księżycem lodowym, składa się w przybliżeniu z równej ilości skał i lodu. Jej średnia gęstość to około 1,83 g/cm³. Na powierzchni metodą spektroskopową wykryto lód wodny, dwutlenek węgla, krzemiany oraz związki organiczne. Obserwacje sondy Galileo wskazują, że Kallisto może mieć małe krzemianowe jądro i prawdopodobnie ocean ciekłej wody na głębokości ponad 100 km.
Księżyc był badany przez różne sondy kosmiczne: Pioneer 10 i 11 oraz Galileo i Cassini.

Kallisto, Ziemia i Księżyc w tej samej skali

## Odkrycie
Odkrycie Kallisto przypisywane jest zwyczajowo Galileuszowi, który skierował na Jowisza skonstruowaną przez siebie lunetę i dostrzegł w pobliżu tej planety cztery stale zmieniające swe położenie „gwiazdy”. Były to największe księżyce Jowisza, które później ochrzczono „galileuszowymi”. W 1614 roku ukazało się dzieło niemieckiego astronoma Simona Mariusa Mundus Jovialis, w którym twierdził on, że dostrzegł te cztery obiekty na kilka dni przed Galileuszem. Galileusz określił to dzieło jako plagiat.

## Nazwa
Nazwa księżyca, zaproponowana przez Mariusa, przyjęła się dopiero w XX wieku. Kallisto w mitologii greckiej była jedną z kochanek Zeusa, która została zamieniona w niedźwiedzia i przeniesiona na firmament niebieski jako Wielka Niedźwiedzica.

## Powierzchnia i budowa wewnętrzna

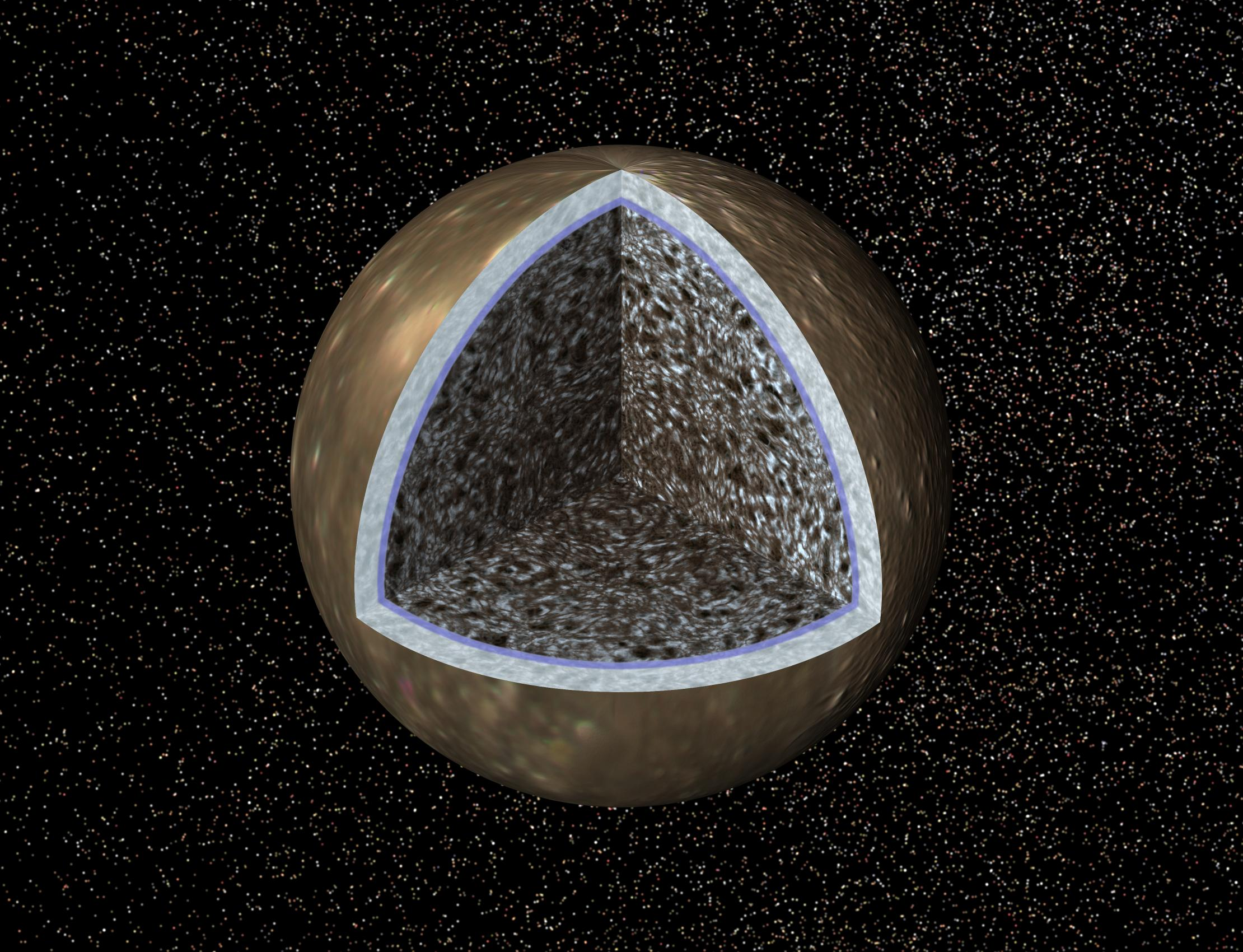
Budowa wewnętrzna Kallisto

Kallisto ma bardzo starą, usianą kraterami powierzchnię, nie przejawiającą oznak aktywności wulkanicznej czy ruchu płyt tektonicznych. Dominują różnorodne kratery uderzeniowe, ich łańcuchy, skarpy oraz grzbiety. W małej skali powierzchnia jest zróżnicowana, składa się z małych, lodowych osadów na szczytach wzniesień otoczonych przez nizinne, gładkie okrycie z ciemnego materiału. Jaśniejsze kratery są zapewne młodsze od ciemniejszych. Wokół największych kraterów rozchodzą się koncentryczne pierścienie, w ich centrach znajdują się jasne obszary o strukturze zatartej przez procesy geologiczne, tzw. palimpsesty.
Kallisto ma najciemniejszą powierzchnię spośród księżyców galileuszowych, odbija tylko ok. 17% światła słonecznego.
Na powierzchni nie ma większych łańcuchów górskich, ani śladów aktywności tektonicznej. Pod grubą na ok. 200 km skorupą lodową najprawdopodobniej znajduje się ocean słonej wody – warstwa ok. 10 km. Dowodem istnienia pod skorupą Kallisto oceanu wodnego jest jego słabe pole magnetyczne o zmiennym natężeniu. Słona woda przewodzi ładunki elektryczne, które indukują owo pole.
Istnienie oceanu pod powierzchnią Kallisto oraz morskiego życia jest kwestią otwartą.
W głębi księżyca znajduje się mieszanka krzemianów (60%) z wodą (40%), przy czym im głębiej tym więcej krzemianów. W odróżnieniu od pozostałych księżyców galileuszowych, Kallisto wydaje się nie mieć wnętrza zróżnicowanego na jądro i płaszcz.

## Atmosfera
Obserwacje sondy Galileo wskazują na istnienie bardzo rzadkiej atmosfery, składającej się z dwutlenku węgla i molekularnego tlenu.

## Kolonizacja

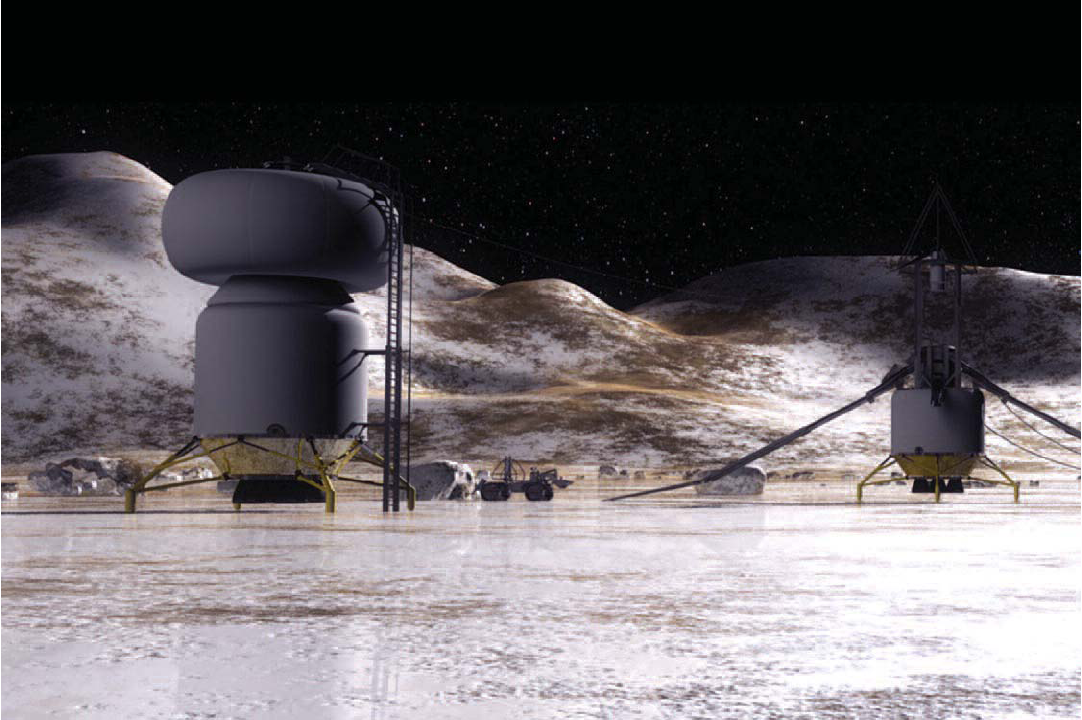
Artystyczna wizja bazy na Kallisto

Ze względu na niski poziom promieniowania Kallisto jest uważana ze jedno z najlepszych miejsc do założenia bazy pod przyszłą eksplorację systemu Jowisza.
W 2003 roku NASA przeprowadziła badania o nazwie HOPE (Human Outer Planets Exploration) dotyczące przyszłości ludzkiej eksploracji Układu Słonecznego, które dotyczyły między innymi Kallisto.
W rezultacie zasugerowano, że możliwa jest budowa bazy na powierzchni Kallisto, która zajmowałaby się produkcją paliwa przeznaczonego do przyszłej eksploracji Układu Słonecznego. Za ulokowaniem bazy na Kallisto, obok niskiego promieniowania spowodowanego znaczną odległością od Jowisza, przemawia stabilność geologiczna. Taka baza ułatwiłaby przeprowadzanie dokładniejszych badań Europy oraz byłaby dogodnym punktem postoju statków kosmicznych lecących w dalsze zakątki Układu Słonecznego ze względu na możliwość wykorzystania asysty grawitacyjnej Jowisza.
W grudniu 2003 roku w raporcie NASA zasugerowano, że wysłanie misji załogowej na Kallisto będzie możliwe w latach 40. XXI wieku.